# Pseudoeriphus sanguinicollis
Pseudoeriphus sanguinicollis är en skalbaggsart som beskrevs av Dmytro Zajciw 1961. Pseudoeriphus sanguinicollis ingår i släktet Pseudoeriphus och familjen långhorningar. Inga underarter finns listade i Catalogue of Life.